# Remar
Remar Pascani — компания в Румынии, специализирующаяся на ремонте и модернизации подвижного состава для железнодорожного транспорта.
По состоянию на июль 2008 года 88,83 % уставного капитала компании находится в распоряжении Grup Feroviar Român.
Ценные бумаги торгуются на рынке Rasdaq под обозначением RMAR.
Remar является правопреемником бывших железнодорожных мастерских, созданная в Пашкани в 1869 году. В 1968 году мастерские были преобразованы в механический завод, в 1970 название изменилось на Предприятие механического подвижного состава (рум. Întreprinderea Mecanică de Material Rulant). Данное название было сохранено до 1991 года. В октябре 1991 года было создано акционерное общество «Remar» SA Paşcani, основным видом деятельности которого являлось Производство и ремонт подвижного состава. В октябре 2004 года «Remar» SA Paşcani была приватизирована, контрольный пакет акций был куплен Grup Feroviar Român.